# Elytraspis
Elytraspis is een geslacht van rechtvleugeligen uit de familie sabelsprinkhanen (Tettigoniidae). De wetenschappelijke naam van dit geslacht is voor het eerst geldig gepubliceerd in 1962 door Beier.

## Soorten
Het geslacht Elytraspis  is monotypisch en omvat slechts de volgende soort:
- Elytraspis hubbelli (Beier, 1962)